# Claude Bigot de Sainte-Croix
Claude Bigot de Sainte-Croix, né à Paris le 3 mai 1744 et mort à Londres le 25 août 1803, est un diplomate français.

## Biographie
Diplomate, Claude Bigot de Sainte-Croix est ambassadeur de France en Pologne lorsqu'il est rappelé à Paris par Louis XVI en décembre 1791 pour occuper le poste délicat d'ambassadeur auprès de l'électeur de Trèves, à un moment où ce dernier abrite en grand nombre des émigrés français et les princes frères du Roi, le comte de Provence et le comte d'Artois, qui mènent une politique contraire à celle incarnée par Louis XVI. Les instructions visent à obtenir de l’Électeur la dispersion des rassemblements armés en lui interdisant d'entrer en contact avec les frères du Roi. Menacé physiquement à plusieurs reprises dans sa mission, il parvient cependant à obtenir que les armements, les matériels et fournitures de l'armée des Princes quittent la principauté de Trèves, au grand satisfecit du Roi et des députés français. Jusqu'en juin 1792 - donc même après que la France ait déclaré la guerre à l'Autriche-, il n'y aura plus de rassemblements d'émigrés à Coblence, ceux-ci étant passés dans les provinces allemandes limitrophes.
Rappelé à Paris à l'occasion du remaniement ministériel imposé par les Jacobins, Bigot de Sainte-Croix demeure en disponibilité. Finalement, il est nommé ministre des Affaires étrangères du 1er au 10 août 1792 dans le Gouvernement Louis XVI en remplacement de François Joseph de Gratet, déclaré traître à la Patrie. Il ne remplit ses fonctions que durant dix jours, pendant lesquels il n'eut guère le temps que de prouver son courage et sa fidélité au Roi, en particulier au cours de la journée du 10 août. Après cette courte carrière, il se réfugie à Londres et de ce fait, sera porté sur la liste des émigrés. Ses biens furent entièrement confisqués.